# Gísli Jónsson

Derzeitige Kirche von Selárdalur am Arnafjörður

Gísli Jónsson (* um 1515; † 3. September 1587) war ein evangelischer Bischof von Skálholt im Süden von Island.

## Familie und Ausbildung
Gísli Jónsson war der Sohn des Pfarrers Jón Gíslason von Hraungerði im Bezirk Flói im Süden von Island.
Seine Schulausbildung erhielt er zunächst bei Ögmundur Pálsson in Skálholt. Zur weiteren Ausbildung reiste er nach Deutschland, wo er mit dem evangelisch-lutherischen Christentum bekannt und dessen Anhänger wurde.

## Beruflicher Werdegang
Ab 1538 wirkte er als Pfarrer in Skálholt und vertrat dort die Reformation. Ab 1546 findet man ihn als Pfarrer von Selárdalur im Arnarfjörður.
Wegen Auseinandersetzungen mit Jón Arason, dem katholischen Bischof von Hólar, der ihn im Zuge der Gegenreformation der Gotteslästerung, der Verbreitung von Irrglauben und des Widerstandes gegen Kirchengesetze anklagte, floh Jónsson nach Dänemark.
Im Jahre 1551, nach der Hinrichtung von Jón Arason, kam er zurück nach Island und ins Selárdalur. 1556 wurde er zum Bischof von Skálholt gewählt und 1558 geweiht.

## Übersetzungen
Gísli war ein eifriger Verfechter des lutherischen Christentums und übersetzte, um dessen Verbreitung in Island voranzutreiben, zahlreiche Texte. Er gab 1558 ein Psalmenbuch heraus.

## Ehe und Familie
Seine Frau war Kristín Eyjólfsdóttir. Mit ihr hatte er zahlreiche Kinder, von denen einige Pfarrer wurden, z. B. Stefán, der die reiche Pfarrei Oddi erhielt.